# Agénor Parmelin
Agénor Parmelin est un aviateur suisse né le 8 janvier 1884 à Bursins et décédé en 1917 à Varèse dans un accident d'hydravion, connu notamment pour avoir franchi le Mont Blanc par la voie des airs en 1914.

## Biographie
Après une formation de mécanicien et avoir travaillé dans la construction des automobiles Stella et participé à des courses automobiles, il se lance dans l'aviation, est breveté pilote en 1911 et devient chef pilote chez Deperdussin.